# Yu Miaoyi

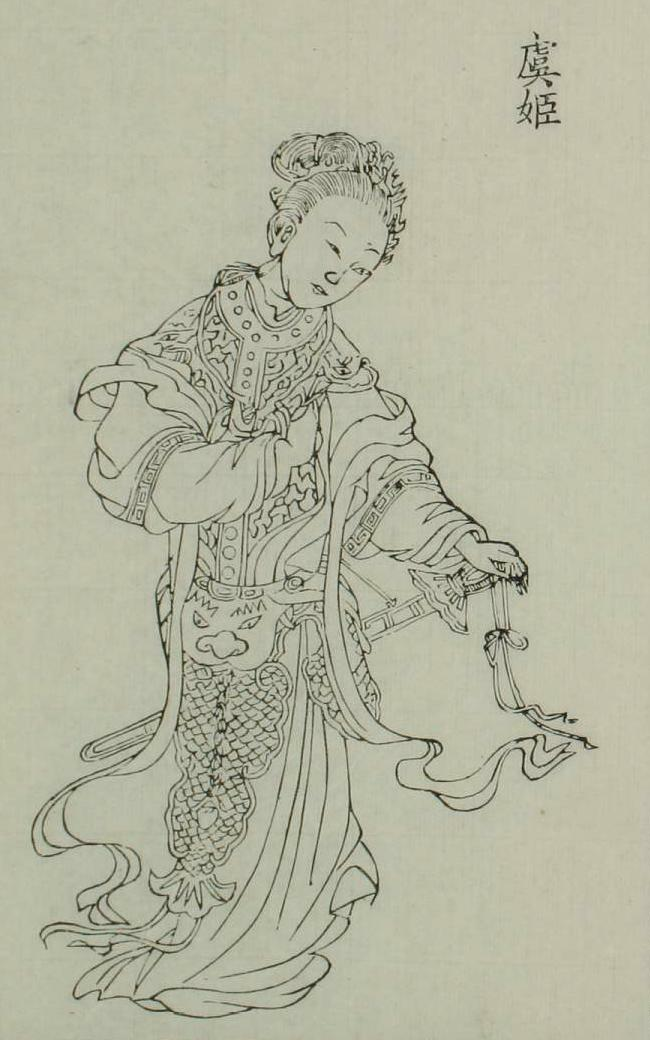
Portrait de la concubine Yu par Yan Xiyuan.

La concubine Yu (décédée en 202 av. J.-C.), Yu Miaoyi, également connu sous le nom Yu la Belle, était la favorite du roi Xiang Yu.

## Biographie
La date de naissance de la concubine Yu est inconnue et il existe deux versions sur ses origines. La première affirme qu'elle est native du village de Yanji dans le district de Shuyang, alors que l'autre prétend qu'elle est originaire de Changshu à Suzhou. Les deux sources s'accordent pour dire qu'elle est née dans l'actuelle province du Jiangsu.
En 209 av. J.-C., Xiang Yu et son oncle Xiang Liang commencent une rébellion pour renverser la dynastie Qin. Le frère aîné de Yu Miaoyi, Yu Ziqi, sert en tant que général dans l'armée de Xiang Liang. Yu Miaoyi rencontre Xiang Yu, en tombe amoureuse et devient sa concubine. Depuis lors, elle suit Xiang Yu dans ses campagnes militaires et refuse de rester derrière.
En 202 av. J.-C., Xiang Yu est assiégé dans la bataille de Gaixia par les forces combinées de Liu Bang, Han Xin et Peng Yue. L'armée Han commence alors à chanter des chansons traditionnelles du lieu natal de Xiang Yu pour lui faire croire qu'ils ont capturé l'État de Chu. Le moral des troupes de Xiang Yu est au plus bas et plusieurs soldats désertent. Désespéré, Xiang Yu se saoule et chante la Chanson de Gaixia pour exprimer sa tristesse. La concubine Yu exécute une danse de l'épée et chante un poème en retour. Pour éviter que Xiang Yu ne soit distrait par son amour envers elle, la concubine Yu se suicide avec l'épée de Xiang Yu à la fin de la chanson. Elle est enterrée à Gaixia.
Une tombe de la concubine Yu est située dans l'actuel district de Lingbi, dans l'Anhui.

## Chanson de la concubine Yu
Ce vers est chanté par la concubine Yu après que Xiang Y ait chanté la Chanson de Gaixia. Elle se suicide à la fin de la chanson.
| 漢兵已略地， | L'armée Han a conquis notre pays;         |
| 四面楚歌聲。 | Nous sommes encerclés de chansons de Chu; |
| 大王義氣盡， | L'esprit de mon Maître est au plus bas;   |
| 賤妾何聊生。 | Pourquoi donc devrais-je vivre ?          |